# 過去の気温変化
過去の気温変化（かこのきおんへんか）では、様々な時間スケールでの大気と海洋の温度の変動について示す。もっとも精密な気温情報は、1850年以来の温度計の記録を基にした系統だった観測が始まってからである。それ以前の時代、更新世の氷期の終了以降、特に完新世では様々な見積もりがされている。

## 産業革命以降の世界的な気温変化

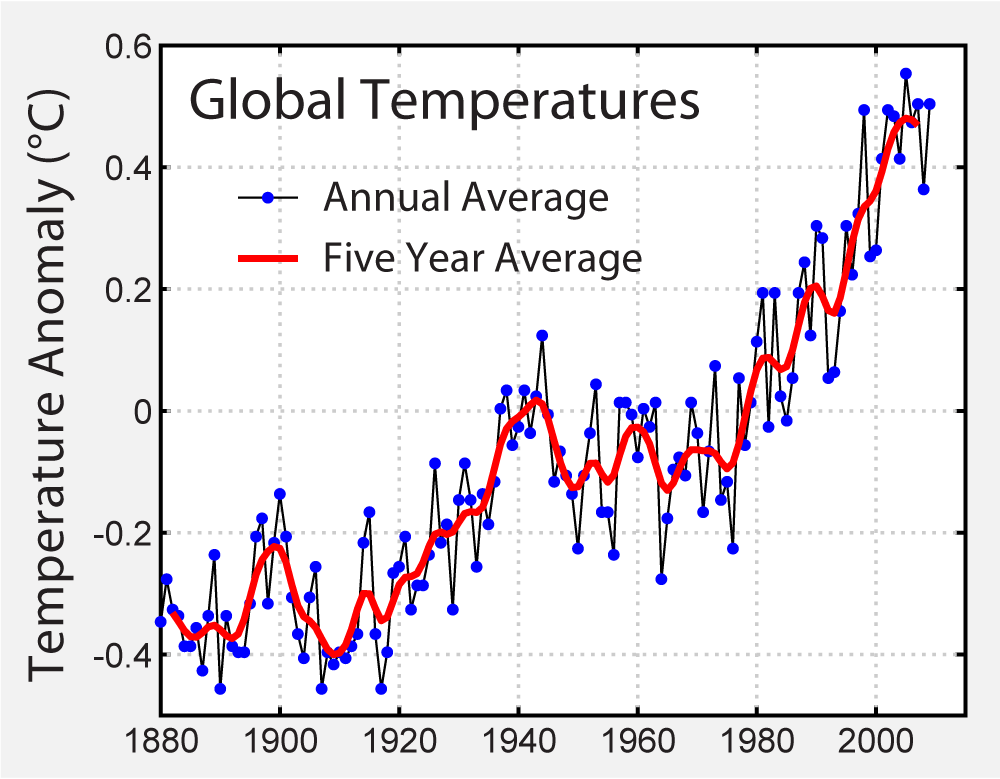
計測器による地球表層の気温データ

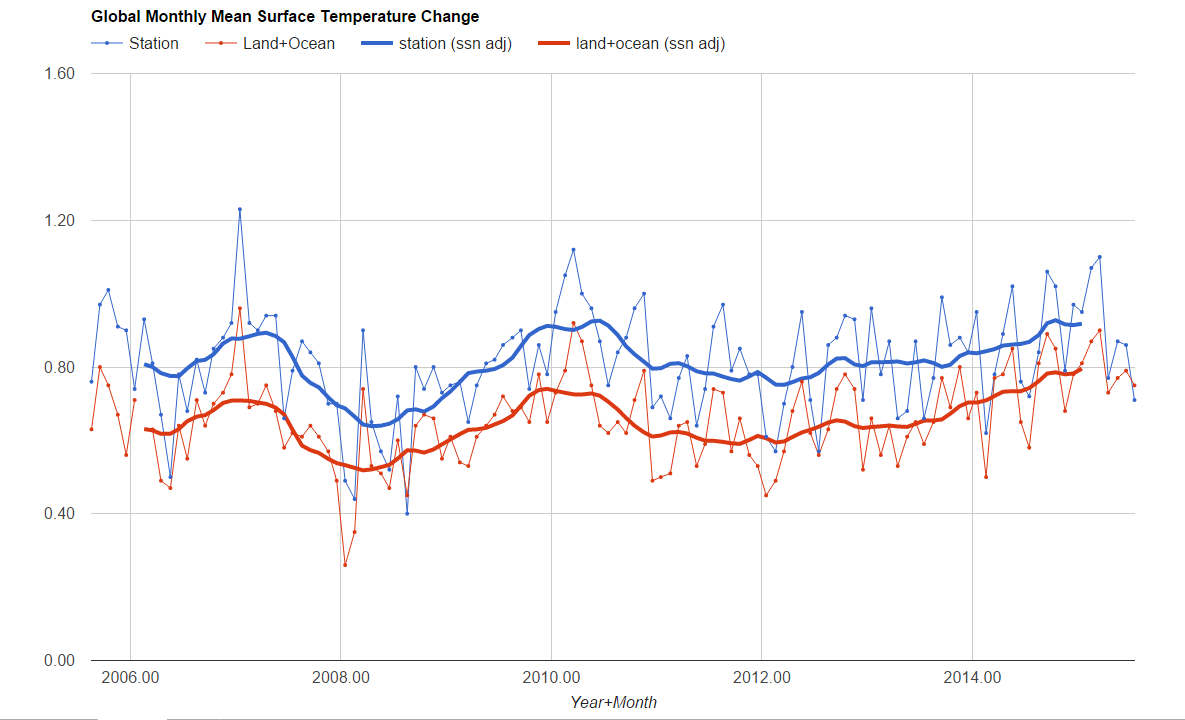
過去10年の月間地球表面気温変化（水平線は0.2間隔）。NASAゴダード宇宙科学研究所による観測結果で青線が測候所、赤線が衛星観測による海表面気温を含む気温指数。太線は12か月中心移動平均法による季節調整値。1951-1980の平均気温が基準。

一般に温度計による直接的な観察は1850年頃から始まったとされ、これ以来、地表面付近の準地球規模の気温の信頼できる記録が得られるようになった。それ以前にも温度計で計測された気温の記録が存在するが、温度計の普及率と規格化の問題があり、信頼度は低い。
19世紀、20世紀初頭の観測範囲は非常に少ないが、現在では気象予報に用いられるため世界中の様々な地域の気象学的な情報が得られる（例：）。気温の変化は規模や地域で異なるため、異なった様々な箇所からのデータを合わせて、地球規模での平均的な変化を見積もることになる。
これらのデータから、19世紀後半以降、1910年から1945年、1976年から2000年の間にかけて大規模な温暖化が起こったことがわかっている。現在、地球温暖化が問題となっているが、その原因が自然のものか人間活動によるものかが重要な問題となっている。
温度計を使った地表面の気温データが得られるようになったのと同様に、船上でも海水温が計測されるようになった。これらのデータでも、1860年以来の陸上の観測地点で認められた温暖化と同様の傾向が見られたにも示されている。
これらの観測地点から得られたデータから、平均の地球表層の気温は20世紀の間に0.6±0.2 ℃上昇したことを示す。気候変動に関する政府間パネル（IPCC）では「もっとも信頼できる見積もりによると、地球表層気温変化は19世紀後半以降に0.6 ℃の上昇、95 %信頼区間で0.4から0.8 ℃上昇した」、と結論付けている。
米国科学アカデミー（NAS）の2002年およびその後の報告書でも、20世紀の世界的な温暖化の証拠を強く支持している。
温度計を使った気温の測定には、その誤差による不確実さの指摘もある。これには観測点が地球上全ての地域をカバーしているわけではないという点や、温度計の仕組みや観測方法が変化していることの影響、観測地点の土地利用の変化の影響の問題も含まれる。
船舶による海洋観測で得られた記録は、陸上で問題になる影響が少ないながら、これらもまた、観測方法が変化しているという問題がある（布製のバケツで海水を採取する方法から、エンジンの取水口から採取して計測する方法へ変化）。しかし、少なくとも都市のヒートアイランド現象の影響を受けていないという利点もある。
2020年からは、新型コロナウイルスの影響も温暖化に関与している。ロックダウンや緊急事態宣言により世界中の人々の外出が減少したことで二酸化炭素排出量が抑えられている。ただ、このことは長い歴史の中で見たら一時的なことに過ぎず、世界で新型コロナウイルスの感染が収まり経済が活性化していくと、再び二酸化炭素排出量が増加することは間違いない。長期的な温暖化対策が不可欠である。また、この期間には人流・物流の制限や移動禁止で民間航空が大幅に減便されたため、収集できる気象データも大きく減っており、精度維持のため、欧州ではラジオゾンデが再び活用されている。

### 二次的データ
気温変化に影響されて起こったと思われる現象を観察することによっても、気温変化の二次的な証拠が得られる。降雪量、雪氷圏の面積、海水面の上昇、降水量、雲の分布、エルニーニョ（ENSO）、異常気象などである。例えば、衛星データでは1960年代以来雪氷面積が10 %減少していることがわかっている。また、北半球の春と夏の海氷面積が1950年代から10 %から15 %減少し、20世紀を通して山岳氷河が縮小していることが認められている。
日本では温暖化による温度上昇により農作物の被害が問題とされている。例えば、コメが白く濁る白未熟粒や、コメに亀裂が生じる胴割粒が発生していたり、トマトは夏の高温により花のつく割合、実のつく割合が低下する着花不良が報告されている。このまま対策をしないままでいると私たちの食生活にも多大な影響を及ぼしかねない。さらに、降水量が増えることによって洪水のリスクが増大し、甚大な被害を受けてしまう可能性が高くなる。九州各地では毎年のように起こる豪雨被害に悩んでいる住民も多いので、早急に対策すべきである。

### 地域差
気温変化の原因が自然現象でも人為的なものだとしても、世界的な気温変化は一様ではなく、今後もそうであると思われる。一般には高緯度地域の変化が顕著であるといわれている。例えばアラスカの北方沿岸域は地球全体の平均よりもはるかに劇的な気温の上昇がみられる。また、南極の場合、南極半島の観測地点では過去50年に2.5 ℃の上昇がみられる一方、東南極では特に温暖化の影響は現れていない。

## 気温変化と関連して変化する現象
気温変化と関連して変化する現象は、気温変化に影響を与えている、または気温変化に影響を受けている可能性があると考えられる。気温変化に似た変化傾向を示すものにはいくつかのデータがある。
- 大気中の二酸化炭素濃度、File:Vostok-ice-core-petit.png（気温と関連、40万年前から、または1960年以降）
- 大気中のエアロゾル濃度 File:Vostok-ice-core-petit.png（気温と関連、40万年前から）
- 大気中のメタン濃度（酸素同位体濃度（気温変化と関連していると考えられている）と関連、3万5000年前から）
- 太陽活動の周期、（北半球の気温・表面海水温（SST）と関連、1860年以降）
- 太陽黒点の個数（気温・冬の気温・北極寒気団の勢力（冬の気温と関連すると考えられている）と関連、1600年以降）
- 宇宙線量（雲量（雲量増加が気温低下と関連すると考えられている）と関連、1980年以降）（スベンスマーク効果）
- 太陽磁場流束（気温と関連、1860年以降）
- 太陽放射量（気温と関連、1600年以降）

## 衛星や気球による対流圏の気温
地球全体をカバーできる、気球を使った観測が1950年代から始まった。1979年から衛星による対流圏温度の計測が行われている。

## 過去2000年の記録：氷床コア、年輪による手法

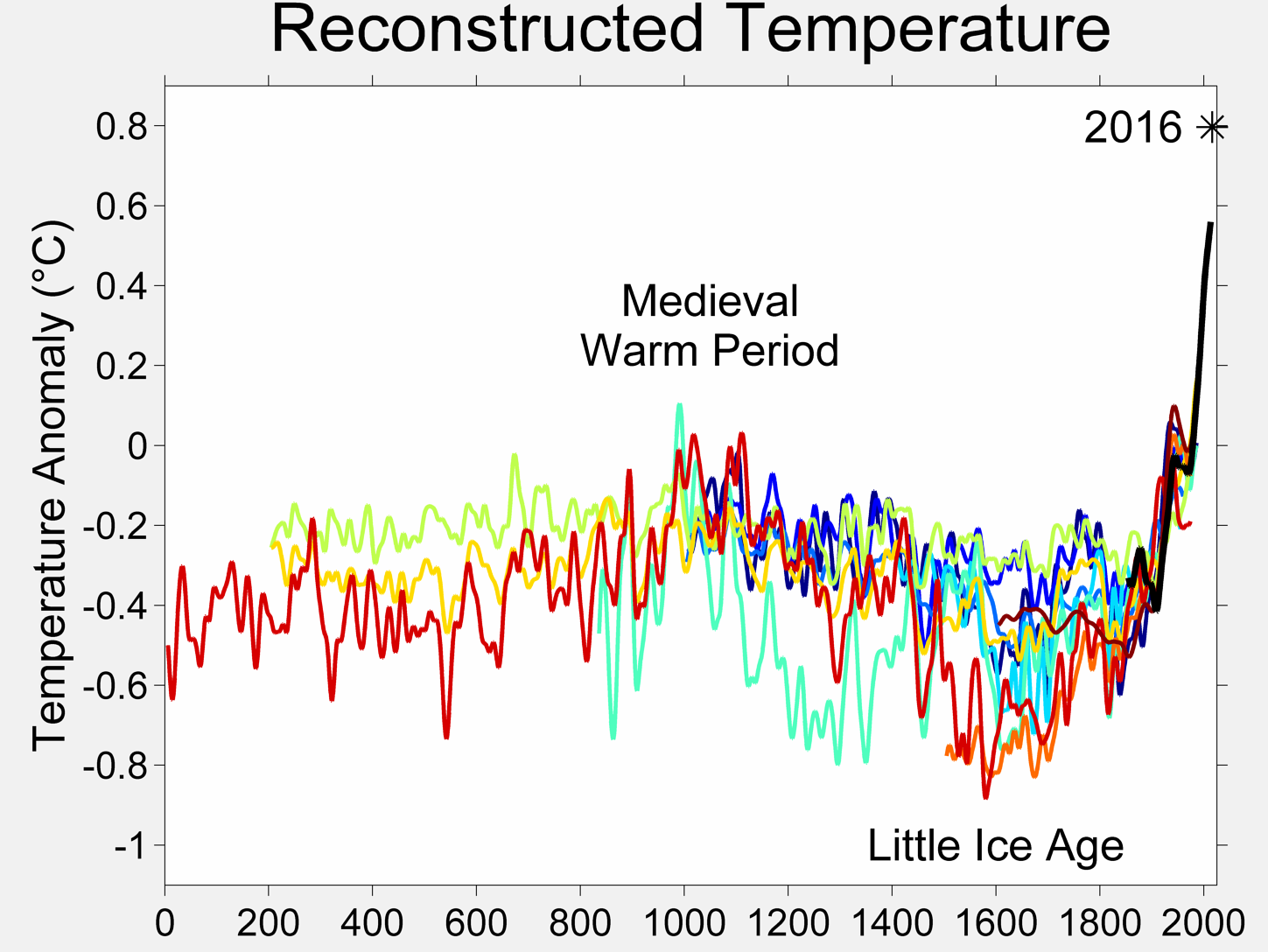
様々な手法で得られた過去2000年間の気温の復元。右が現在

温度計による計測が始まる以前の長期にわたる記録は、年輪の幅やサンゴの成長線、氷床コアの同位体など、様々な手法から得られる。これらの手法で、過去2000年間の北半球気温変化が再現されている（、）。
しかし、これらの方法でカバーできる精度は荒く連続的ではないものもあり、もっとも適切な手法でも、観測で得られる精度の悪い時期の記録よりも正確性には欠ける。手法（年輪の幅など）と、求めるもの値（気温）の間の関係も問題が残っている。

### 間接的な歴史記録
自然から得られる定量的な手法（年輪など）の他に、人類の記録した歴史文献にも気候変化を示す記録がある。間接的で非定量的な場合が多いが、テムズ川の霧の状態、農産物の収穫具合、春の花の開花時期、雨や雪の異常降雪・降雨、洪水や旱魃についての記録等があり、これらも歴史時代の気温を検証する際に有用である。しかし、一般には自然から得られる手法に比べて定性的な面で利用される。
最近の研究では、紀元前2200年から2100年の間にチベットからアイスランドにかけて起きた急激で短期間の気候変化が、世界的な出来事であったということが示された。この出来事は、寒冷化と乾燥化を起こし、エジプト古王国の滅亡の主な原因とされている（）。

## 完新世の古気候

過去1万2000年の気候変化。右が現在。横軸の単位は1000年前。

古気候学のフィールドには、太古の気候の記録が残されており、地球の過去の気温が数多く見積もられている。この項では更新世氷河の進退に焦点を当てる。
完新世の1万年の期間の記録には、北半球でのヤンガードライアス期（1000年間続いた寒冷期）の終了以降の多くのデータが得られている。完新世の気候最温暖期は20世紀一般の気温よりも暖かい。しかし、ヤンガードライアス期以降の出来事には様々な地域的な違いがある。

## 過去80万年の記録：氷床コアによる更に長期の記録

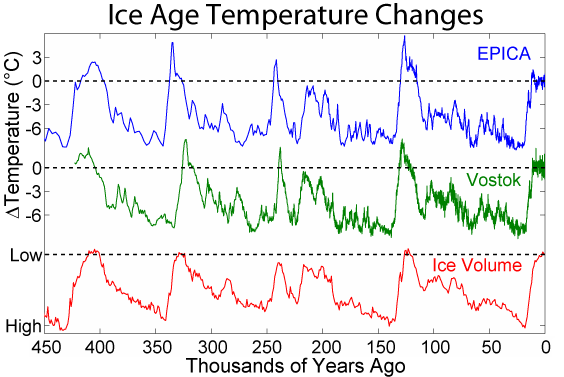
南極の2地点で復元された気温と、氷床体積の地球規模での変動曲線。右が現在。単位は1000年前。

南極ボストークの氷床コアからは42万年前までさかのぼったさらに長い時間の記録が得られ（、）、EPICAコアでは最近では80万年前まで掘削・解析が進んだ。他の多くのコアも10万年前以上までさかのぼることが出来る。ボストークコアは4つの氷期/間氷期サイクルをカバーしており、グリーンランドから得られたGRIPとGISPの2つのコアは、現在より一つ前の間氷期まで得られている。コアのデータに見られる大規模な氷期間氷期のシグナルは見事に一致しているが、微細な変動の解釈にはまだ問題が残っている。また、気温と同位体変化との関係についても完全に明らかになっているわけではない。

## 過去の気温変化に関する地質学的な記録

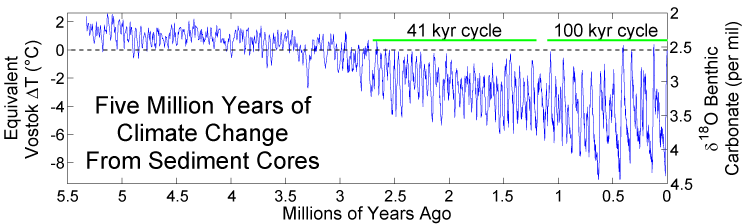
過去500万年の気候変化。右が現在。単位は100万年前。

さらに長い時間スケールについては、堆積物コアの記録から、海洋酸素同位体ステージなどによる解析で知ることが出来る。長く続く第四紀氷河時代の中で、氷期/間氷期の顕著なサイクルが始まったのは地質学的には最近のことである。この現在まで続く氷河時代は、およそ4,000万年前の南極での氷河作用の開始と共に始まり、300万年前の北半球の大陸氷床の拡大により、周期を伴った大きな振動を示すようになった。このように徐々に起こる気候の変化は、地球の歴史45億年の間頻繁に起こり、大きな原因としては大陸と海洋の配置の変化がある。

## 近年の観測精度に関する議論
地球温暖化の進行状況を見積もる際は、どの変化に焦点を当てるか、また研究に使用できるデータベースなどによって議論の対象となる時間の長さは異なってくる。計測機器を使用した地球規模での気温の観測は1860年頃から始まっており、観測点は年々増え移動する観測点も多い。IPCCの第4次報告書の陸地の「世界平均気温」については、都市のヒートアイランド現象の影響が最小限となるようGHCN（Global Historical Climatology Network）などのデータから観測地点を選び、さらに人口などによる都市化の補正を行うことで地表平均気温の値を算出している。これまでIPCCは基本的にGHCNのような地上観測データに準拠してきたが、近年はラジオゾンデや衛星観測などによって精密なデータが得られるようになってきた。しかし、衛星データには観測年数が少ないという欠点がある。また、温室効果モデルによれば地上よりも対流圏中層の気温が上がるといわれているが、ラジオゾンデなどによって実際に観測された気温データには、対流圏中層の特異的な昇温現象（ホットスポット）は観測されていないなど、モデルと観測の食い違いが指摘されている。
一方、気象庁の陸地の「世界の年平均気温」はこれまでGHCNの全データを用いて算出していたが、データ精度の信頼性をより高めるために、2001年以降は気象庁に世界各国の気象機関から入電された月気候気象通報（CLIMAT報）の全データを用いて算出しており、都市化による補正は行われていない。また、全球平均海面水温はCOBE-SSTが用いられるようになり、陸地と海洋部分のデータを合わせることで、これまでよりさらに誤差の少ない全球平均気温が気象庁においても得られるようになってきた。
GHCNの観測地点は増減を繰り返しているため、その平均気温は絶えず異なる数の母集団から求められており、継続した気温の変化を単純に比較することを難しくしている。特に1990年前後を境に観測地点の急激な減少と平均気温の急上昇が同期して起こっている。また、GHCNの観測地点はアメリカやヨーロッパなどの先進国に偏っており、気温測定そのものに対しても、観測地点の周囲の環境の変化による影響や百葉箱などの保守管理に対する不備を指摘する声もあり、観測地点の選定や都市化の影響等を受けた近年の気温測定に関する不備を指摘する声は少なくない。一方、IPCCの報告書によれば気温変化における都市化の影響はそれほど大きくないとされているが、観測地点の変化と平均気温の間に高い相関が見られることなどから、IPCCの気温データに対して批判的な見方がある。長期の見積もりに関しては、樹木の年輪や氷床など様々な自然界の指標を用いて1000年単位の気温変化の復元が行われている（上記）。